# إدوين إف. بلير
إدوين إف. بلير (بالإنجليزية: Edwin F. Blair)‏ هو محامي أمريكي، ولد في 15 ديسمبر 1901، وتوفي في 6 نوفمبر 1970.